# Ban
Der Titel Ban [baːn] (oder Banus, ungarisch bán) wurde in zahlreichen Ländern Mittel- und Südosteuropas zwischen dem 7. Jahrhundert und dem 20. Jahrhundert als Bezeichnung für Würdenträger gebraucht und ist entweder awarischen oder illyrischen Ursprungs. Der Titel entspricht ungefähr dem eines Markgrafen. In Kroatien, das viele Jahrhunderte lang nominal ein Königreich war, entsprach dieser Titel dem eines Vizekönigs. Das Territorium, über das ein Ban herrschte, wurde Banschaft oder „Banat“ (ungarisch bánság, serbokroatisch бановина banovina) genannt. Die bedeutendsten Banschaften (oder auch Banate) waren die von Dalmatien, Kroatien, Slawonien, Bosnien, Machow und Severin.

## Wortursprung
Man vermutet, dass das Wort Ban vom sarmatischen Wort bajan stammt, welches „Führer“ bedeutet. Das Wort besteht auch heute noch in zahlreichen Ortsbezeichnungen.
Nach dem jugoslawischen Romanisten Petar Skok leitet sich Banat vom awarischen Fürstentitel ban ab. Andere Theorien beziehen sich auf den illyrischen Ursprung und den illyrischen Namen Banius, dessen Existenz anhand bosnischer Funde vermutet wird. Einer Theorie zufolge wurde der Titel ban vom Namen eines awarischen Chagan (Bajan) abgeleitet. Auch das slawische Wort pan für „Herr“ wird oft damit assoziiert.
Laut Anton Scherer sollten die Bulgaren ihre Statthalter „Bane“ genannt haben. Sicher ist, dass die bulgarische Aristokratie boil genannt wurde (woraus sich später der Titel Boljar entwickelte) und es einen Herrscher namens Bat-bajan gab.

## Ungarn
Im Königreich Ungarn gab es mehrere Bane. Neben der Bezeichnung der slawischen Fürsten in Kroatien, Slawonien, Dalmatien und Bosnien galt der Titel zunächst auch als Name für die obersten Würdenträger.
Später in der ungarischen Reichsgeschichte wurde dieser Titel zu einem Erzamt. Der Titel Ban bezeichnete die Provinzverwalter Kroatiens, Slawoniens und mehrerer östlicher Grenzmarken Ungarns in der Walachei (heute Rumänien). Diese Provinzen bezeichnete man als „Banate“, die kroatischen Gebiete auch als „Banschaften“.
Was heute unter dem Namen (Temescher) Banat verstanden wird, ist niemals ein Banat im eigentlichen Sinne des Wortes gewesen und wurde erst nach dem Frieden von Passarowitz (1718) als „Banatus Temesvariensis“ kurzweg als Banat bezeichnet, während der Friede von Karlovitz (1699) dieses Gebiet noch als „Provincia Temesvariensis“ umschreibt.

## Kroatien-Slawonien
Seit der Personalunion Kroatiens mit Ungarn 1102 wurde der Ban vom ungarischen König ernannt und auf dem Reichstag beeidet, jedoch nicht auf Lebenszeit. Er übte in den politischen, juridischen und militärischen Angelegenheiten die oberste Gewalt fast unumschränkt aus und galt in seinem Bezirk als der nächste nach dem König.
Der Ban war seit dem 14. Jahrhundert der höchste Repräsentant des Staates in Kroatien als Stellvertreter des außerhalb des Landes (in Ungarn bzw. Wien) residierenden Monarchen. Der Titel des Bans gilt als Bestätigung der Eigenständigkeit Kroatiens bzw. der traditionellen Autonomie des kroatischen Staates über die Jahrhunderte.
Der Ban von Kroatien war unter den Erz-, Kron- und Reichsbeamten des Königreichs Ungarn der Dritte. Bei der Krönungsfeier trug er den Reichsapfel. Ehemals hatte er die Pflicht, die Grenzen von Ungarn zu beschützen und in Friedenszeiten dem Volke Recht zu sprechen. In der Folge geriet dieses wichtige Amt in Verfall. Obschon es im 17. und 18. Jahrhundert mit bedeutenden Rechten wiederhergestellt wurde, wurde sein Wirkungskreis teils durch die eingeführte Grenzverfassung, teils durch andere Veränderungen weit beschränkt.
Die seit der Schlacht bei Mohács weiter vordringende türkische Macht verschlang allmählich alle Banschaften bis auf das vereinigte Dalmatien und Kroatien-Slawonien, das einen Ban behielt. Auch dessen Macht war sehr beschränkt, da einen Teil die Türken, den andern die kaiserlichen Militärkommandanten innehatten. Die 1746 bei Errichtung der Militärgrenze vorgenommene Trennung der Zivil- und Militärangelegenheiten, wobei letztere dem Wiener Hofkriegsrat zugewiesen wurden, beschränkte den Ban noch mehr; dagegen erhielt er die Verwaltung des von Maria Theresia aus den ungarischen Komitaten Pozsega (kroatisch Požega), Verőce (kroatisch Virovitica) und Syrmien (kroatisch/serbisch Srijem) gebildeten Slawonien.
Durch die oktroyierte österreichische Reichsverfassung vom 4. März 1849, welche Kroatien, Slawonien und Dalmatien zu einem eigenen Kronland umdefinierte, wurde der Banus unabhängig von Ungarn und selbständiger Statthalter in seinem Bezirk mit derselben Machtbefugnis wie die Statthalter der übrigen Kronländer. Ban Josip Jelačić wurde direkt vom österreichischen Kaiser ernannt.

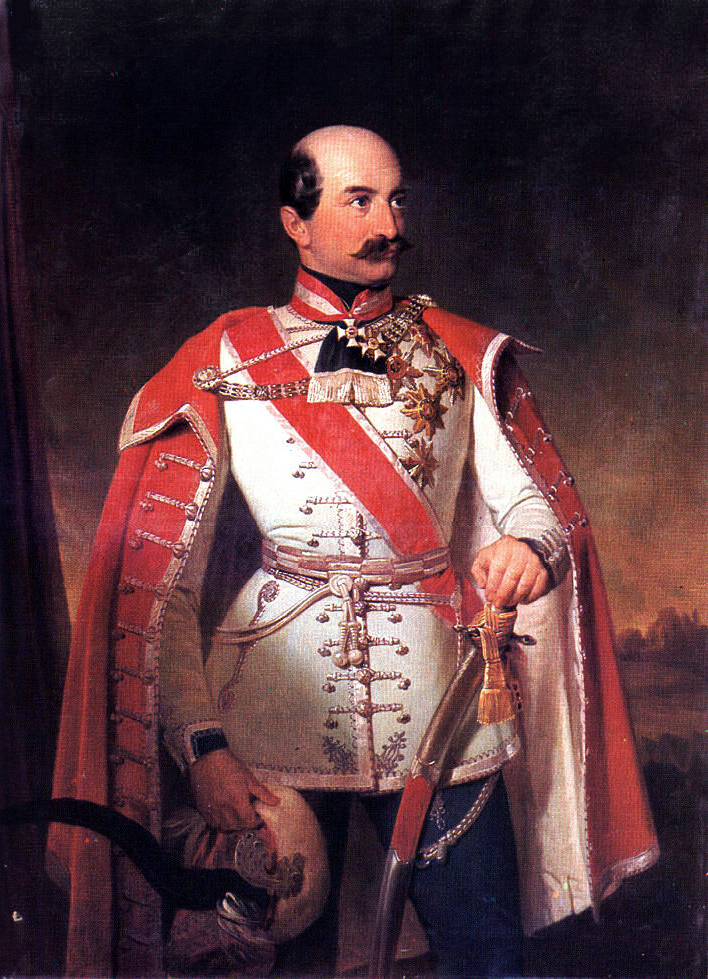
Ban Josip Jelačić

Mit dem Ungarisch-Kroatischen Ausgleich 1868 wurde der Ban von Kroatien und Slawonien wieder ein der ungarischen Regierung untergeordneter und von dieser ernannter Statthalter. Dem Ban mit Sitz in Agram unterstanden u. a. die kroatisch-slawonischen Honvéd-Einheiten. Die Umsetzung weiterer Bestimmungen des Ungarisch-Kroatischen Ausgleichs erfolgte jedoch zögerlich, so dass die folgenden Jahrzehnte durch Auseinandersetzungen zwischen Agram und der ungarischen Zentralregierung in Budapest geprägt waren. Letzter Ban innerhalb des ungarischen Königreichs war Antun Mihalović (29. Juni 1917 bis 20. Januar 1919). Nach einer kurzen Periode der Selbstherrschaft wurde Kroatien Teil des Königreichs der Serben, Kroaten und Slowenen.

## Jugoslawien
Mit der Abschaffung der historischen Provinzen im Königreich der Serben, Kroaten und Slowenen (später Königreich Jugoslawien) im Jahre 1921 wurde das Amt des Banus abgeschafft. Letzter Ban war Tomislav Tomljenović (2. März 1921 bis 3. Juli 1921). Im Zuge der Errichtung einer Königsdiktatur unter Alexander Karađorđević und der darauf folgenden Verwaltungsreform wurden 1929 neun Banschaften oder Banate gegründet, deren ernannte Statthalter den Titel Ban führten. Eine geplante Reform, die neun Banate in drei ethnische Banate – je ein kroatisches, serbisches, slowenisches Banat – umzugestalten, fand vor dem Einmarsch deutscher Truppen 1941 nur mehr zum Teil (Banschaft Kroatien) statt.